# Samuel Schillerfelt
Samuel Schillerfelt, tidigare Schillerus, född 18 april 1618 i Strängnäs, Södermanland, död 12 december 1665 i Stockholm, var en svensk ämbetsman.

## Biografi
Samuel Schillerfelt föddes 1618 i Strängnäs. Han var son till kyrkoherden Carolus Magni Schillerus och Ebba Siggesdotter. Schillerfelt blev 20 december 1634 student vid Uppsala universitet och blev senare kanslist i hovkansliet. Han blev 1640 kanslist hos resident Björnklou i Münster, 1646 handsekreterare, 9 mars 1648 drottning Maria Eleonoras sekreterare och 5 maj 1649 sekreterare i Svea hovrätt. Schillerfelt adlades 10 september 1651 till Schillerfelt och introducerades i Sveriges Riddarhus 1652 som nummer 543. Han blev 16 december 1651 assessor i Svea hovrätt och blev 27 september 1660 riddarhussekreterare. Schillerfelt avled 1665 i Stockholm och begravdes i Gåsinge kyrka.
Hade 1654 i förläning häradshövdingeräntan av Hölebo härad, Rönö härad och Jönåkers härad.

### Egendom
Schillerfelt ägde gården Bond-Ekeby i Gåsinge socken.

### Familj
Schillerfelt gifte sig 24 februari 1647 med Elisabet Burea, dotter till biskope Jacobus Johannis Zebrozynthius i Strängnäs stift och Cahtarina NIlsdotter. De fick tillsammans barnen ryttmästaren Jakob Schillerfelt (död 1695) vid Adelsfaneregementet, kammendanten Carl Schillerfelt (död 1695) på Drottningskär, Ebba Catharina Schillerfelt som var gift med överstelöjtnanten Christoffer Falkengréen, Johan Schillerfelt (1656–1660) och Anna Elisabet Schillerfelt (född 1661).